# Denny Hulme
Denis Clive "Denny" Hulme (Nelson, 18. lipnja 1936. – Bathurst, 4. listopada 1992.), novozelandski sportski automobilist.
Bio je svjetski prvak u Formuli 1 1967. godine s bolidom Brabham-Repco. Između svog debija na Velikoj nagradi Monaca 1965. i zadnje utrke u Formuli 1 na Velikoj nagradi SAD 1974. startao je u 112 utrka za Velike nagrade, osvojio osam pobjeda i sveukupno 33 puta mjesta na podiju. Uz osvajanje titule Svjetskog prvaka još je dva puta u karijeri završio sezonu kao treći u ukupnom poretku, 1968. i 1972.